# Topiques (Aristote)
Pour les articles homonymes, voir Topique.
Les Topiques sont un ouvrage du philosophe grec Aristote. Il s’agit du cinquième livre de l’Organon, ensemble de traités de logique et d'argumentation.
Aristote y expose des réflexions sur la partie pratique de la logique, la dialectique, l'aspect formel étant plus spécifiquement traité dans les Analytiques, et plus particulièrement sur la déduction dialectique,  à laquelle il consacre ses Topiques ainsi qu’une partie du livre Γ de sa Métaphysique[pas clair]. 
Dans les Seconds analytiques, Aristote a exposé sa théorie du syllogisme démonstratif, dont les prémisses sont certaines. Dans les Topiques, il étudie le syllogisme dialectique, dont les prémisses sont seulement probables. 
L'objectif du traité pour Aristote est principalement triple : l'entraînement intellectuel, le contact avec autrui, l'acquisition de connaissances de caractère philosophique, même s'il lui en attribue un quatrième à part, celui de permettre au dialecticien d'accéder aux principes premiers de chaque science.
Il y définit le syllogisme, schéma logique menant à une conclusion à partir de la conjonction de deux propositions considérées comme vraies. Il classifie les prédicats qui composent les prémisses et les problèmes en quatre classes, et à partir de cette classification, il ébauche le cadre théorique de la dialectique, à travers différentes séries de procédés argumentatifs, qui sont autant de stratégies répondant aux diverses situations discursives dans lesquelles peut nous placer un interlocuteur et nous permettant de le réfuter et de triompher de lui, selon l'appartenance de ses assertions à l'une ou l'autre de ces classes de prédicats.

## Les "prédicables"
Dans la première partie de ses Topiques (I, 4), Aristote établit une distinction entre quatre classes de prédicats qui composent les prémisses et les problèmes : 
- La définition[2], qui exprime l'essentiel de l'essence
- Le genre[3]
- L’accident[4]
- Le propre[5]

Émile Bréhier ajoute une cinquième classe d'attributs : la différence (ou différence spécifique). C'est le genre, joint à la différence, qui permet la définition de l'espèce.
Son élève et successeur Théophraste les réduit à deux :
- Le facteur, la condition
- L’accident[4],[7].

« On doit ainsi considérer Les Topiques comme une œuvre de la jeunesse d’Aristote. […] Contrairement à l’opinion de beaucoup d’interprètes anciens, la logique du probable n’est donc pas un complément de la logique du nécessaire ; elle n’est pas une seconde logique s’appliquant à un domaine où la vérité scientifique ne saurait être atteinte. Elle apparait plutôt comme une sorte d’exercice préparatoire à la théorie de la démonstration et de la science… »

— Traduction Jules Tricot, Les Topiques, introduction, Vrin, pages 8-9.